# Tutchone
Tutchone (Tutchonekutchin, Tutchone-kutchin) je pleme ili plemena (Northern i Southern) Athapaskan Indijanaca nastanjenih na teritoriju Yukona, Kanada uz rijeku Yukon, od Deer Rivera do Fort Selkirka.
Northern Tutchone danas žive u više zajednica, to su Mayo (zvani Nacho Nyak Dun), Pelly Crossing, Stewart Crossing i Carmacks (imenovani i kao Little Salmon Carmacks First Nation). Southern Tutchone danas žive u naseljima Aishihik, Burwash Landing, Champagne, Haines Junction, Kloo Lake, Klukshu, Lake Laberge i Whitehorse. Hodge je 1910 naveo da ih ima 1.100, što Swanton ne vjeruje, sumnjajući da su tu pribrojane još neke skupine ili barem njihovi dijelovi.

## Ime
Tutchone znači "Crow People" a često nazivani i imenom Tutchone-kutchin, ali je njihova srodnost s Kutchin Indijancima upitna. Oni su po svom izgledu bliži plemenu Han s rijeke Yukon. Ostali nazivi koji su im nadijevani su Caribou Indians (Dall, 1877); Tatanchaks, (Colyer, 1870), Nehaunee od ljudi kompanije Hudson Bay; Gens des Foux (Dall, 1870); Tatanchok-Kutchin (Whymper, 1868); Wood Indinas (Šumski Indijanci, tako su ih nazivali trgovci)

## Život i običaji
Pred-kontaktni Tutchone živjeli su organizirani po polunomadskim grupama ribara i lovaca. Tijekom proljeća i ljeta lovio se losos, a u jesen los i karibu. Južni Tutchone što su živjeli u područjima jezera Kluane, Aishihik, Dezadeash, Hutshi i Marsh u proljeće su ovisili o ribi. Ako bi ipak došlo do gladi, Indijanci bi morali bi odlaziti u planine da uhvate kojeg karibua. 
Porijeklo Tutchona računalo se po ženskoj liniji a rodovi ili loze grupirani su po egzogamnim polovicama nazvanim 'Crow' i 'Wolf'. Nije bilo političke organizacije, a najjači poglavice uspjeli bi privući i najviše pristaša. Glavna dužnost šamana je doći u kontakt s najmoćnijim duhovima kako bi uspio locirati divljač i izliječiti bolest.

## Suvremeni Tutchone
Današnji Tutchone organizirani su u nekoliko Prvih nacija, to su Southern ili Južni Tutchone s bandama Champagne & Aishihik, Ta'an Kwach'an i Kluane. Northern Tutchone: First Nation of Nacho Nyak Dun, Little Salmon/Carmacks First Nation i Selkirk First Nation.

## Vanjske poveznice
- Tutchone Language (Selkirk)